# سارنوسا
جزيرة سارنوسا (بالإسبانية: Isla Sarnosa) جزيرة إسبانية تقع في بحر كانتابريا، هي تابعة لمنطقة كانتابريا شمال إسبانيا.
تبلغ مساحة جزيرة سارنوسا 0,2 كم².